# Druhá bitva u Taipale

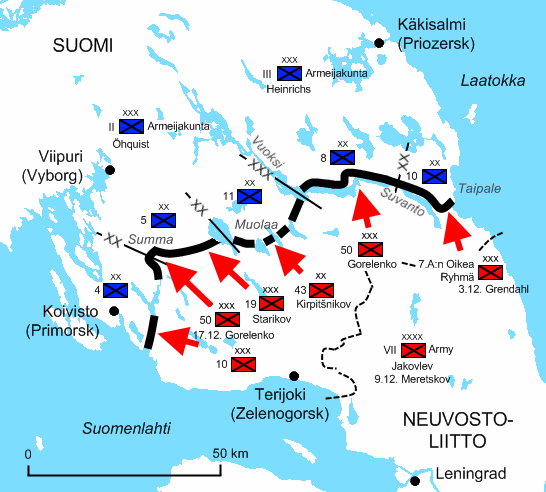
Mannerheimova linie od Taipale k řece Vuokse až k městu Summa

Druhá bitva u Taipale v sovětsko-finské zimní válce roku 1940 byla součástí druhé ofenzivy Rudé armády, kdy se především rozhodovalo o směru hlavního úderu – buď na Käkisalmi přes Taipale a Kiviniemi, nebo na Antreu podél řeky Vuoksy, nebo přes město Summa a dále po silnici na Vyborg. Operační plán útoku na Výborg byl dokončen 18. ledna 1940 a s definitivní platností schválen 3. února. Plán počítal s tím, že vojska 7. a 13. armády klamně zaútočí na celou délku Mannerheimovy linie, ovšem hlavní útok měl být veden v oblasti města Summa.
Během měsíce ledna dosáhl počet nasazených vojsk Rudé armády 45 divizí, přičemž na Karelské šíji měla Mereckovova a Grendalova armáda celkem 25 střeleckých divizí, 8 tankových brigád a 17 pluků těžkého dělostřelectva – celkem 600 000 vojáků, 3137 děl a minometů a 2000 tanků. Podle finských odhadů měla Rudá armáda převahu 4:1 v pěchotě, 25:1 v dělostřelectvu a absolutní převahu v tancích a bojových letadlech. Koncem ledna bylo provedeno pět demonstrativních útočných akcí, což měla být příprava a testování nového decentralizovaného přístupu velení před zahájením hlavní ofenzivy, jejíž začátek byl naplánován na 11. února 1940.

## Průběh bitvy
20. ledna zahájily ruské jednotky masivní útok prakticky na celém frontové úseku (výjimkou bylo samotné ústí řeky). Podařilo se jim na několika místech postoupit asi 50-100 metrů, v noci ale byly finským protiútokem vrženy zpět. 21. a 22. ledna pokračovala celá akce, ovšem už s podstatně menší razancí. Účelem bylo spíše Finy utahat, než vážný pokus o průlom. 
25. ledna se Rudá armáda pokusila obchvátit Taipale ze severu, přes zamrzlé Ladožské jezero. Následující 4 dny se odehrály ve znamení prudkých bojů o malý ostrov při ústí řeky Taipale. Ten v tomto období 5x změnil majitele (obsazen Rusy, dobyt zpět Finy, znovu dobyt Rusy, znovu dobyt Finy a nakonec definitivně obsazen Rusy, kteří museli na jeho obsazení a zajištění nasadit tanky). 28. ledna učinily ruské jednotky pokus o výpad z ostrova podél pobřeží, ale byly zmasakrovány baterií Jariseva a další pokusy vzdaly.
29. ledna další masívní útok na většině fronty, jeho těžiště je proti bažinám Terenttilä, jejichž jižní části Finové začali říkat Surmansuo – Bažina smrti. Útok pokračuje i další den. Bez relevantního výsledku. 
Následuje více než týden rušivých bojů. 8. února zahájí Rudá armáda další ofenzívu. Počet děl je zdvojnásoben a dělostřelecké bombardování je nyní nepřetržité, neustává ani v noci. Zároveň se do bitvy zapojuje ruské letectvo, které po celý den prakticky bez přestání bombarduje baterie Jariseva a Kaarnajoki. Opět zuřivý úder po celé šíři fronty okolo Taipale. Opět je jeho hlavní těžiště v oblasti Bažin smrti. Finové jej odrazí jen s největším vypětím. Těžké ztráty na obou stranách. Další dny se situace nemění. Sověti čas od času dobudou některou z pozic, ale vždy jsou nočními protiútoky smeteni zpět. Ztráty 10. divize začínají enormně narůstat. 15.–17. února přichází další zklidnění.
18. února – generální útok. Všechny hlavní finské pozice v oblasti Terenttilä a většina v oblasti Kirvesmäki padly. Byla ztracena většina kulometů. Padla drtivá většina obránců včetně všech místních velitelů. Do protiútoku byly nasazeny veškeré rezervy, včetně kuchařů, spojovacích důstojníků a zdravotníků, zpět se však podařilo získat jen část ztracených pozic. 19. února pokračují zuřivé boje. K masívním úderům po Taipalské frontě se přidávají útoky po zamrzlých jezerech Suvanto a přes Ladožské jezero, jsou však zastaveny pobřežními bateriemi. Baterie Jariseva však přitom spotřebovala veškerou munici a další již není možné dodat. Finové proto demontují děla a odvezou je pryč, namísto nich jsou vyrobeny a instalovány makety ze dřeva jako falešný cíl pro ruské bombardéry. 20. února přichází další velký úder a ruské jednotky postoupí o 1,5 km do hloubi finských pozic, padly všechny hlavní pozice, avšak Finové již mají připravenou rezervní linii v hloubi lesů a bažin. Útok na ni skončí zmasakrováním nepřipravených Sovětů. Další útoky jsou proto nuceni zastavit – ztratili už příliš mnoho mužů a nyní se omezují jen na menší a dílčí útoky – plus nepřetržité bombardování. A čekají na posily. 
21. února přichází strašlivá rána pro obranu jezera Suvanto. Pevnost v Patoniemi byla nešťastně zasažena 250 mm granátem, který pronikl dovnitř, přivedl k výbuchu velkou část munice a vyřadil 3 děla (dvě z nich se však posléze podařilo opravit). 26.–29. února pokračuje nepřetržité bombardování a lokální útoky. V noci na 1. března padl na finské straně olympionik Martti Marttelin. Další velká ofenzíva Rudé armády v této oblasti se nepředpokládá, neboť Mannerheimova linie již byla prolomena u Summy a těžiště všech akcí se přesunulo tam.
1.–7. březen nepřetržité bombardování a lokální boje. Finové zkracují své obranné linie v hloubi lesů a bažin. 8. března zaujali Finové definitivně pozice na nové linii. Všechny staré pozice, krom těch u ústí Taipale byly opuštěny, stejně jako myšlenky na jejich znovudobytí. Ruské jednotky si toho nevšimnou a zahajují prudký útok na opuštěné pozice. Je úspěšný a mrtvých mají jen málo (několik jejich mužů zabili odstřelovači a pár se jich postřílelo navzájem).
10.–13. března nová ofenzíva proti pozicím Finů, ale bez úspěchu. Jediný nadějný pokus o průlom 10. března zlikvidovalo rudoarmějcům jejich vlastní dělostřelectvo.
13. března v 11:00 vstoupilo v platnost příměří. Druhá bitva o Taipale skončila.

## Zhodnocení bitvy
Celkově lze zhodnotit druhou bitvu u Taipale jako finský úspěch, neboť 10. divize dokázala udržet své pozice, aniž by musela žádat ostatní úseky o významnější posily.
10. divize finské armády ztratila v obou bitvách 150 důstojníků a 4500 vojáků (mrtví a těžce ranění). Ztráty Rudé armády se odhadují na 20 000 až 30 000 mužů (jen v první bitvě byly zdecimovány dvě ruské divize a jedna tanková brigáda).